# Kaple svatého Václava (Zlín)
Kaple svatého Václava je funkcionalistická duchovní stavba ve zlínské místní části Kudlov, která byla postavena v letech 1927–1929 podle návrhu architekta Františka Lýdie Gahury.

## Historie stavby
Původně samostatná obec Kudlov náležela tradičně do správního obvodu zlínské římskokatolické farnosti. Stavba kaple byla dlouho limitována nedostatkem finančních prostředků, několik let před její výstavbou probíhala finanční sbírka v Kudlově i okolních obcích. Zásadní zlom nastal v roce 1927, kdy došlo k vytvoření nadace Anny a Josefa Procházkových se záměrem postavit kapli, manželé také věnovali na stavbu 600 Kč. Manželé Aloisie a Rudolf Vavrušovi darovali stavební pozemek. Firma Baťa darovala ze své zlínské cihelny ccc 16 000 cihel, starosta Prštného Ignác Šťasta poskytl písek a majitelé lesů v okolí stavební dříví. Delší dobu rovněž probíhala finanční sbírka v Kudlově i okolních obcích.
Mezi občany obce patřil také architekt František Lýdie Gahura, architekt firmy Baťa, který zdarma vyhotovil plány a rozpočty ke kapli. Při navrhování podoby kaple měl architekt zcela volnou ruku, podstatným limitem však byla nutnost maximální finanční úspornosti realizace. Přesto si výstavba vyžádala celkové náklady ve výši 30 000 Kč (mimo darovaný materiál).
Veškerý materiál navezli místní obyvatelé na místo stavby, která byla zadána zlínskému staviteli Josefu Jarcovjákovi. Stavba kaple trvala necelý rok a byla ukončena osazením zvonu ze staré zvonice. Kaple byla slavnostně vysvěcena dne 22. září 1929, a to Msgr. Antonínem Koblihou, farářem v Dómě v Olomouci; kmotrou se stala paní Marie Baťová (manželka průmyslníka Tomáše Bati). Zasvěcení kaple svatému Václavovi bylo pravděpodobně zvoleno kvůli velkolepému výročí 1 000 let od umučení svatého Václava v roce 929.
Kaple je od roku 1958 nemovitou kulturní památkou.

## Popis exteriéru a interiéru
Stavba na půdorysu řeckého kříže je vertikálně profilována a ze všech stran osazena vždy trojicí úzkých podlouhlých okenních otvorů v pravidelném rastru. Volba tvaru a rozměrů kudlovské kaple (v jádru asi 7 x 7 x 7 m) byla ovlivněna nevelkým, téměř čtvercovým pozemkem v těsné blízkosti hlavní silnice procházející obcí. Jediným vybočením z celkové vnější souměrnosti je zvonice vystupující organicky z levého nároží. Druhou zásadní vertikálu představuje kamenný kříž s Kristem, který byl ke kapli přenesen z jiné části obce a umístěn v severozápadním rohu pozemku.
Hlavním stavebním prvkem kaple jsou režné cihly, které zároveň vytvářejí ústřední měřítko stavby a jejích prvků (včetně šířek okenních otvorů). Osově souměrný vstup je krytý předsazeným betonovým parapetem vyneseným na kovových sloupcích. Pouze kovový plot odděluje široké nástupní schodiště ke kapli od silnice. Dominantním prvkem interiéru je opět neomítaná režná cihla. Vynikal tak kontrast tmavě červených ploch a světla propouštěného dovnitř štíhlými okenními otvory. Gotický výraz kaple podtrhoval minimalisticky pojatý oltář sestávající ze dvou kamenných desek ve tvaru řeckého kříže (žulový oltářní stůl a pískovcový sloup). Nad mensou byla ve sloupu zasazena schrána svatostánku s mosazným reliéfem, na němž z obilného klasu vyrůstala kniha s pečetěmi, na níž stál beránek Boží s křížem a stuhou. Nad schránou byla připevněna mosazná plastika Krista na kříži vyprofilovaná z hmoty kamene. Plochý dřevěný strop kaple využíval geometrické tvarování pomocí různě kladených lakovaných a barvených prken oddělených kontrastně zbarvenými latěmi.

### Současný stav
Dnešní stav interiéru kudlovské kaple nemá s původní realizací takřka nic společného. Oltářní mensu a spodní část zakrývá látkové zdobení, nad Gahurovým ukřižovaným Kristem přibyla socha svatého Václava původně umístěná na jedné z bočních konzolí.
Poslední úprava interiéru kaple dle návrhu Miroslava Kováče byla provedena před rokem 2020. Došlo ke sjednocení barevnosti podsedáků nově instalovaných dřevěných lavic a koberců, neutrální bílé výmalbě, výměně svítidel či instalaci nového oltáře a ambonu z kaleného čirého skla. Nejviditelnějším zásahem do architektury je nahrazení vyzdívek oken v dolní části za původním oltářem barevnými vitrážemi.

## Současné využití
Kaple je stále využívána k duchovním účelům – pravidelně je každý druhý čtvrtek večer v měsíci slavena mše svatá. Jednou za rok se slaví poutní mše svaté (neděle před nebo po svátku sv. Václava). V měsíci květnu se každý den konají májové pobožnosti.